# صفط العنب
قرية صفط العنب هي إحدى القرى التابعة لمركز كوم حمادة في محافظة البحيرة في جمهورية مصر العربية. حسب إحصاءات سنة 2006، بلغ إجمالي السكان في صفط العنب 12830 نسمة، منهم 6597 رجل و6233 امرأة.

## التاريخ
قرية صفط العنب من القرى القديمة، اسمها الأصلي «سفط قليشان» لأنها تتاخم ناحية قليشان، وردت في قوانين ابن مماتي، وفي المشترك لياقوت الحموي وفي تحفة الإرشاد من أعمال حوف رمسيس، وفي التحفة من أعمال البحيرة، وفي كتاب وصف مصر باسم «صفط الأمير»، وفي تاريخ سنة 1228هـ/1813م باسمها الحالي.